# Seznam občin italijanske dežele Piemont
V seznamu so naštete občine vseh osmih pokrajin italijanske dežele Piemont v izvirni italijanski obliki.

## Pokrajina Alessandria
A
Acqui Terme •  Albera Ligure •  Alessandria •  Alfiano Natta •  Alice Bel Colle •  Alluvioni Cambiò •  Altavilla Monferrato •  Alzano Scrivia •  Arquata Scrivia •  Avolasca
B
Balzola •  Basaluzzo •  Bassignana •  Belforte Monferrato •  Bergamasco •  Berzano di Tortona •  Bistagno •  Borghetto di Borbera •  Borgo San Martino •  Borgoratto Alessandrino •  Bosco Marengo •  Bosio •  Bozzole •  Brignano-Frascata •
C
Cabella Ligure •  Camagna Monferrato •  Camino •  Cantalupo Ligure •  Capriata d'Orba •  Carbonara Scrivia •  Carentino •  Carezzano •  Carpeneto •  Carrega Ligure •  Carrosio •  Cartosio •  Casal Cermelli •  Casale Monferrato •  Casaleggio Boiro •  Casalnoceto •  Casasco •  Cassano Spinola •  Cassine •  Cassinelle •  Castellania •  Castellar Guidobono •  Castellazzo Bormida •  Castelletto Merli •  Castelletto Monferrato •  Castelletto d'Erro •  Castelletto d'Orba •  Castelnuovo Bormida •  Castelnuovo Scrivia •  Castelspina •  Cavatore •  Cella Monte •  Cereseto •  Cerreto Grue •  Cerrina Monferrato •  Coniolo •  Conzano •  Costa Vescovato •  Cremolino •  Cuccaro Monferrato •
D
Denice •  Dernice
F
Fabbrica Curone •  Felizzano •  Fraconalto •  Francavilla Bisio •  Frascaro •  Frassinello Monferrato •  Frassineto Po •  Fresonara •  Frugarolo •  Fubine
G
Gabiano •  Gamalero •  Garbagna •  Gavazzana •  Gavi •  Giarole •  Gremiasco •  Grognardo •  Grondona •  Guazzora
I
Isola Sant'Antonio
L
Lerma •  Lu
M
Malvicino •  Masio •  Melazzo •  Merana •  Mirabello Monferrato •  Molare •  Molino dei Torti •  Mombello Monferrato •  Momperone •  Moncestino •  Mongiardino Ligure •  Monleale •  Montacuto •  Montaldeo •  Montaldo Bormida •  Montecastello •  Montechiaro d'Acqui •  Montegioco •  Montemarzino •  Morano sul Po •  Morbello •  Mornese •  Morsasco •  Murisengo
N
Novi Ligure
O
Occimiano •  Odalengo Grande •  Odalengo Piccolo •  Olivola •  Orsara Bormida •  Ottiglio •  Ovada •  Oviglio •  Ozzano Monferrato
P
Paderna •  Pareto •  Parodi Ligure •  Pasturana •  Pecetto di Valenza •  Pietra Marazzi •  Piovera •  Pomaro Monferrato •  Pontecurone •  Pontestura •  Ponti •  Ponzano Monferrato •  Ponzone •  Pozzol Groppo •  Pozzolo Formigaro •  Prasco •  Predosa
Q
Quargnento •  Quattordio
R
Ricaldone •  Rivalta Bormida •  Rivarone •  Rocca Grimalda •  Roccaforte Ligure •  Rocchetta Ligure •  Rosignano Monferrato •  Sala Monferrato •  Sale •  San Cristoforo •  San Giorgio Monferrato •  San Salvatore Monferrato •  San Sebastiano Curone •  Sant'Agata Fossili •  Sardigliano •  Sarezzano •  Serralunga di Crea •  Serravalle Scrivia •  Sezzadio •  Silvano d'Orba •  Solero •  Solonghello •  Spigno Monferrato •  Spineto Scrivia •  Stazzano •  Strevi
T
Tagliolo Monferrato •  Tassarolo •  Terruggia •  Terzo •  Ticineto •  Tortona •  Treville •  Trisobbio
V
Valenza •  Valmacca •  Vignale Monferrato •  Vignole Borbera •  Viguzzolo •  Villadeati •  Villalvernia •  Villamiroglio •  Villanova Monferrato •  Villaromagnano •  Visone •  Volpedo •  Volpeglino •  Voltaggio

## Pokrajina Asti
A
Agliano Terme · Albugnano · Antignano · Aramengo · Asti · Azzano d'Asti
B
Baldichieri d'Asti · Belveglio · Berzano di San Pietro · Bruno · Bubbio · Buttigliera d'Asti
C
Calamandrana · Calliano · Calosso · Camerano Casasco · Canelli · Cantarana · Capriglio · Casorzo · Cassinasco · Castagnole Monferrato · Castagnole delle Lanze · Castel Boglione · Castel Rocchero · Castell'Alfero · Castellero · Castelletto Molina · Castello di Annone · Castelnuovo Belbo · Castelnuovo Calcea · Castelnuovo Don Bosco · Cellarengo · Celle Enomondo · Cerreto d'Asti · Cerro Tanaro · Cessole · Chiusano d'Asti · Cinaglio · Cisterna d'Asti · Coazzolo · Cocconato · Corsione · Cortandone · Cortanze · Cortazzone · Cortiglione · Cossombrato · Costigliole d'Asti · Cunico
D
Dusino San Michele
F
Ferrere · Fontanile · Frinco
G
Grana · Grazzano Badoglio
I
Incisa Scapaccino · Isola d'Asti
L
Loazzolo
M
Maranzana · Maretto · Moasca · Mombaldone · Mombaruzzo · Mombercelli · Monale · Monastero Bormida · Moncalvo · Moncucco Torinese · Mongardino · Montabone · Montafia · Montaldo Scarampi · Montechiaro d'Asti · Montegrosso d'Asti · Montemagno · Montiglio Monferrato · Moransengo
N
Nizza Monferrato
O
Olmo Gentile
P
Passerano Marmorito · Penango · Piea · Pino d'Asti · Piovà Massaia · Portacomaro
Q
Quaranti
R
Refrancore · Revigliasco d'Asti · Roatto · Robella · Rocca d'Arazzo · Roccaverano · Rocchetta Palafea · Rocchetta Tanaro
S
San Damiano d'Asti · San Giorgio Scarampi · San Martino Alfieri · San Marzano Oliveto · San Paolo Solbrito · Scurzolengo · Serole · Sessame · Settime · Soglio
T
Tigliole · Tonco · Tonengo
V
Vaglio Serra · Valfenera · Vesime · Viale · Viarigi · Vigliano d'Asti · Villa San Secondo · Villafranca d'Asti · Villanova d'Asti · Vinchio

## Pokrajina Biella
A
Ailoche • Andorno Micca
B
Benna • Biella • Bioglio • Borriana • Brusnengo
C
Callabiana • Camandona • Camburzano • Campiglia Cervo • Candelo • Caprile • Casapinta • Castelletto Cervo • Cavaglià • Cerreto Castello • Cerrione • Coggiola • Cossato • Crevacuore • Crosa • Curino
D
Donato • Dorzano
G
Gaglianico • Gifflenga • Graglia
L
Lessona
M
Magnano • Massazza • Masserano • Mezzana Mortigliengo • Miagliano • Mongrando • Mosso • Mottalciata • Muzzano
N
Netro
O
Occhieppo Inferiore • Occhieppo Superiore
P
Pettinengo • Piatto • Piedicavallo • Pollone • Ponderano • Portula • Pralungo • Pray
Q
Quaregna • Quittengo
R
Ronco Biellese • Roppolo • Rosazza
S
Sagliano Micca • Sala Biellese • Salussola • San Paolo Cervo • Sandigliano • Selve Marcone • Soprana • Sordevolo • Sostegno • Strona
T
Tavigliano • Ternengo • Tollegno • Torrazzo • Trivero
V
Valdengo • Vallanzengo • Valle Mosso • Valle San Nicolao • Veglio • Verrone • Vigliano Biellese • Villa del Bosco • Villanova Biellese • Viverone
Z
Zimone • Zubiena • Zumaglia

## Pokrajina Cuneo
A
Acceglio • Aisone • Alba • Albaretto della Torre • Alto • Argentera • Arguello
B
Bagnasco • Bagnolo Piemonte • Baldissero d'Alba • Barbaresco • Barge • Barolo • Bastia Mondovì • Battifollo • Beinette • Bellino • Belvedere Langhe • Bene Vagienna • Benevello • Bergolo • Bernezzo • Bonvicino • Borgo San Dalmazzo • Borgomale • Bosia • Bossolasco • Boves • Bra • Briaglia • Briga Alta • Brondello • Brossasco • Busca
C
Camerana • Camo • Canale • Canosio • Caprauna • Caraglio • Caramagna Piemonte • Cardè • Carrù • Cartignano • Casalgrasso • Castagnito • Casteldelfino • Castellar • Castelletto Stura • Castelletto Uzzone • Castellinaldo • Castellino Tanaro • Castelmagno • Castelnuovo di Ceva • Castiglione Falletto • Castiglione Tinella • Castino • Cavallerleone • Cavallermaggiore • Celle di Macra • Centallo • Ceresole Alba • Cerreto Langhe • Cervasca • Cervere • Ceva • Cherasco • Chiusa di Pesio • Cigliè • Cissone • Clavesana • Corneliano d'Alba • Cortemilia • Cossano Belbo • Costigliole Saluzzo • Cravanzana • Crissolo • Cuneo
D
Demonte • Diano d'Alba • Dogliani • Dronero
E
Elva • Entracque • Envie
F
Farigliano • Faule • Feisoglio • Fossano • Frabosa Soprana • Frabosa Sottana • Frassino
G
Gaiola • Gambasca • Garessio • Genola • Gorzegno • Gottasecca • Govone • Grinzane Cavour • Guarene
I
Igliano • Isasca
L
La Morra • Lagnasco • Lequio Berria • Lequio Tanaro • Lesegno • Levice • Limone Piemonte • Lisio
M
Macra • Magliano Alfieri • Magliano Alpi • Mango • Manta • Marene • Margarita • Marmora • Marsaglia • Martiniana Po • Melle • Moiola • Mombarcaro • Mombasiglio • Monastero di Vasco • Monasterolo Casotto • Monasterolo di Savigliano • Monchiero • Mondovì • Monesiglio • Monforte d'Alba • Montaldo Roero • Montaldo di Mondovì • Montanera • Montelupo Albese • Montemale di Cuneo • Monterosso Grana • Monteu Roero • Montezemolo • Monticello d'Alba • Montà • Moretta • Morozzo • Murazzano • Murello
N
Narzole • Neive • Neviglie • Niella Belbo • Niella Tanaro • Novello • Nucetto
O
Oncino • Ormea • Ostana
P
Paesana • Pagno • Pamparato • Paroldo • Perletto • Perlo • Peveragno • Pezzolo Valle Uzzone • Pianfei • Piasco • Pietraporzio • Piobesi d'Alba • Piozzo • Pocapaglia • Polonghera • Pontechianale • Pradleves • Prazzo • Priero • Priocca • Priola • Prunetto
R
Racconigi • Revello • Rifreddo • Rittana • Roaschia • Roascio • Robilante • Roburent • Rocca Cigliè • Rocca de' Baldi • Roccabruna • Roccaforte Mondovì • Roccasparvera • Roccavione • Rocchetta Belbo • Roddi • Roddino • Rodello • Rossana • Ruffia
S
Sale San Giovanni • Sale delle Langhe • Saliceto • Salmour • Saluzzo • Sambuco • Sampeyre • San Benedetto Belbo • San Damiano Macra • San Michele Mondovì • Sanfront • Sanfrè • Sant'Albano Stura • Santa Vittoria d'Alba • Santo Stefano Belbo • Santo Stefano Roero • Savigliano • Scagnello • Scarnafigi • Serralunga d'Alba • Serravalle Langhe • Sinio • Somano • Sommariva Perno • Sommariva del Bosco • Stroppo
T
Tarantasca • Torre Bormida • Torre Mondovì • Torre San Giorgio • Torresina • Treiso • Trezzo Tinella • Trinità
V
Valdieri • Valgrana • Valloriate • Valmala • Venasca • Verduno • Vernante • Verzuolo • Vezza d'Alba • Vicoforte • Vignolo • Villafalletto • Villanova Mondovì • Villanova Solaro • Villar San Costanzo • Vinadio • Viola • Vottignasco

## Pokrajina Novara
A
Agrate Conturbia • Ameno • Armeno • Arona
B
Barengo • Bellinzago Novarese • Biandrate • Boca • Bogogno • Bolzano Novarese • Borgo Ticino • Borgolavezzaro • Borgomanero • Briga Novarese • Briona
C
Caltignaga • Cameri • Carpignano Sesia • Casalbeltrame • Casaleggio Novara • Casalino • Casalvolone • Castellazzo Novarese • Castelletto sopra Ticino • Cavaglietto • Cavaglio d'Agogna • Cavallirio • Cerano • Colazza • Comignago • Cressa • Cureggio
D
Divignano • Dormelletto
F
Fara Novarese • Fontaneto d'Agogna
G
Galliate • Garbagna Novarese • Gargallo • Gattico • Ghemme • Gozzano • Granozzo con Monticello • Grignasco
I
Invorio
L
Landiona • Lesa
M
Maggiora • Mandello Vitta • Marano Ticino • Massino Visconti • Meina • Mezzomerico • Miasino • Momo
N
Nebbiuno • Nibbiola • Novara
O
Oleggio • Oleggio Castello • Orta San Giulio
P
Paruzzaro • Pella • Pettenasco • Pisano • Pogno • Pombia • Prato Sesia
R
Recetto • Romagnano Sesia • Romentino
S
San Maurizio d'Opaglio • San Nazzaro Sesia • San Pietro Mosezzo • Sillavengo • Sizzano • Soriso • Sozzago • Suno
T
Terdobbiate • Tornaco • Trecate
V
Vaprio d'Agogna • Varallo Pombia • Veruno • Vespolate • Vicolungo • Vinzaglio

## Pokrajina Torino
A
Agliè • Airasca • Ala di Stura • Albiano d'Ivrea • Alice Superiore • Almese • Alpette • Alpignano • Andezeno • Andrate • Angrogna • Arignano • Avigliana • Azeglio
B
Bairo • Balangero • Baldissero Canavese • Baldissero Torinese • Balme • Banchette • Barbania • Bardonecchia • Barone Canavese • Beinasco • Bibiana • Bobbio Pellice • Bollengo • Borgaro Torinese • Borgiallo • Borgofranco d'Ivrea • Borgomasino • Borgone Susa • Bosconero • Brandizzo • Bricherasio • Brosso • Brozolo • Bruino • Brusasco • Bruzolo • Buriasco • Burolo • Busano • Bussoleno • Buttigliera Alta
C
Cafasse • Caluso • Cambiano • Campiglione-Fenile • Candia Canavese • Candiolo • Canischio • Cantalupa • Cantoira • Caprie • Caravino • Carema • Carignano • Carmagnola • Casalborgone • Cascinette d'Ivrea • Caselette • Caselle Torinese • Castagneto Po • Castagnole Piemonte • Castellamonte • Castelnuovo Nigra • Castiglione Torinese • Cavagnolo • Cavour • Cercenasco • Ceres • Ceresole Reale • Cesana Torinese • Chialamberto • Chianocco • Chiaverano • Chieri • Chiesanuova • Chiomonte • Chiusa di San Michele • Chivasso • Ciconio • Cintano • Cinzano • Cirié • Claviere • Coassolo Torinese • Coazze • Collegno • Colleretto Castelnuovo • Colleretto Giacosa • Condove • Corio • Cossano Canavese • Cuceglio • Cumiana • Cuorgnè
D
Druento
E
Exilles
F
Favria • Feletto • Fenestrelle • Fiano • Fiorano Canavese • Foglizzo • Forno Canavese • Frassinetto • Front • Frossasco
G
Garzigliana • Gassino Torinese • Germagnano • Giaglione • Giaveno • Givoletto • Gravere • Groscavallo • Grosso • Grugliasco
I
Ingria • Inverso Pinasca • Isolabella • Issiglio • Ivrea
L
La Cassa • La Loggia • Lanzo Torinese • Lauriano • Leinì • Lemie • Lessolo • Levone • Locana • Lombardore • Lombriasco • Loranzè • Lugnacco • Luserna San Giovanni • Lusernetta • Lusigliè
M
Macello • Maglione • Marentino • Massello • Mathi • Mattie • Mazzè • Meana di Susa • Mercenasco • Meugliano • Mezzenile • Mombello di Torino • Mompantero • Monastero di Lanzo • Moncalieri • Moncenisio • Montaldo Torinese • Montalenghe • Montalto Dora • Montanaro • Monteu da Po • Moriondo Torinese
N
Nichelino • Noasca • Nole • Nomaglio • None • Novalesa
O
Oglianico • Orbassano • Orio Canavese • Osasco • Osasio • Oulx • Ozegna
P
Palazzo Canavese • Pancalieri • Parella • Pavarolo • Pavone Canavese • Pecco • Pecetto Torinese • Perosa Argentina • Perosa Canavese • Perrero • Pertusio • Pessinetto • Pianezza • Pinasca • Pinerolo • Pino Torinese • Piobesi Torinese • Piossasco • Piscina • Piverone • Poirino • Pomaretto • Pont-Canavese • Porte • Pragelato • Prali • Pralormo • Pramollo • Prarostino • Prascorsano • Pratiglione
Q
Quagliuzzo • Quassolo • Quincinetto
R
Reano • Ribordone • Riva presso Chieri • Rivalba • Rivalta di Torino • Rivara • Rivarolo Canavese • Rivarossa • Rivoli • Robassomero • Rocca Canavese • Roletto • Romano Canavese • Ronco Canavese • Rondissone • Rorà • Rosta • Roure • Rubiana • Rueglio
S
Salassa • Salbertrand • Salerano Canavese • Salza di Pinerolo • Samone • San Benigno Canavese • San Carlo Canavese • San Colombano Belmonte • San Didero • San Francesco al Campo • San Germano Chisone • San Gillio • San Giorgio Canavese • San Giorio di Susa • San Giusto Canavese • San Martino Canavese • San Maurizio Canavese • San Mauro Torinese • San Pietro Val Lemina • San Ponso • San Raffaele Cimena • San Sebastiano da Po • San Secondo di Pinerolo • Sangano • Sant'Ambrogio di Torino • Sant'Antonino di Susa • Santena • Sauze d'Oulx • Sauze di Cesana • Scalenghe • Scarmagno • Sciolze • Sestriere • Settimo Rottaro • Settimo Torinese • Settimo Vittone • Sparone • Strambinello • Strambino • Susa
T
Tavagnasco • Torino • Torrazza Piemonte • Torre Canavese • Torre Pellice • Trana • Trausella • Traversella • Traves • Trofarello
U
Usseaux • Usseglio
V
Vaie • Val della Torre • Valgioie • Vallo Torinese • Valperga • Valprato Soana • Varisella • Vauda Canavese • Venaria Reale • Venaus • Verolengo • Verrua Savoia • Vestignè • Vialfrè • Vico Canavese • Vidracco • Vigone • Villafranca Piemonte • Villanova Canavese • Villar Dora • Villar Focchiardo • Villar Pellice • Villar Perosa • Villarbasse • Villareggia • Villastellone • Vinovo • Virle Piemonte • Vische • Vistrorio • Viù • Volpiano • Volvera

## Pokrajina Verbano-Cusio-Ossola
A
Antrona Schieranco • Anzola d'Ossola • Arizzano • Arola • Aurano
B
Baceno • Bannio Anzino • Baveno • Bee • Belgirate • Beura-Cardezza • Bognanco • Borgomezzavalle • Brovello-Carpugnino
C
Calasca-Castiglione • Cambiasca • Cannero Riviera • Cannobio • Caprezzo • Casale Corte Cerro • Cavaglio-Spoccia • Ceppo Morelli • Cesara • Cossogno • Craveggia • Crevoladossola • Crodo • Cursolo-Orasso
D
Domodossola • Druogno
F
Falmenta • Formazza
G
Germagno • Ghiffa • Gignese • Gravellona Toce • Gurro
I
Intragna
L
Loreglia
M
Macugnaga • Madonna del Sasso • Malesco • Masera • Massiola • Mergozzo • Miazzina • Montecrestese • Montescheno
N
Nonio
O
Oggebbio • Omegna • Ornavasso
P
Pallanzeno • Piedimulera • Pieve Vergonte • Premeno • Premia • Premosello-Chiovenda
Q
Quarna Sopra • Quarna Sotto
R
Re
S
San Bernardino Verbano • Santa Maria Maggiore • Stresa
T
Toceno • Trarego Viggiona • Trasquera • Trontano
V
Valstrona • Vanzone con San Carlo • Varzo • Verbania • Vignone • Villadossola • Villette • Vogogna

## Pokrajina Vercelli
A
Alagna Valsesia • Albano Vercellese • Alice Castello • Arborio • Asigliano Vercellese
B
Balmuccia • Balocco • Bianzè • Boccioleto • Borgo Vercelli • Borgo d'Ale • Borgosesia • Breia • Buronzo
C
Campertogno • Carcoforo • Caresana • Caresanablot • Carisio • Casanova Elvo • Cellio • Cervatto • Cigliano • Civiasco • Collobiano • Costanzana • Cravagliana • Crescentino • Crova
D
Desana
F
Fobello • Fontanetto Po • Formigliana
G
Gattinara • Ghislarengo • Greggio • Guardabosone
L
Lamporo • Lenta • Lignana • Livorno Ferraris • Lozzolo
M
Mollia • Moncrivello • Motta de' Conti
O
Olcenengo • Oldenico
P
Palazzolo Vercellese • Pertengo • Pezzana • Pila • Piode • Postua • Prarolo
Q
Quarona • Quinto Vercellese
R
Rassa • Rima San Giuseppe • Rimasco • Rimella • Riva Valdobbia • Rive • Roasio • Ronsecco • Rossa • Rovasenda
S
Sabbia • Salasco • Sali Vercellese • Saluggia • San Germano Vercellese • San Giacomo Vercellese • Santhià • Scopa • Scopello • Serravalle Sesia • Stroppiana
T
Tricerro • Trino • Tronzano Vercellese
V
Valduggia • Varallo • Vercelli • Villarboit • Villata • Vocca